# Crèmelikeur
Crèmelikeuren (Crème de ...) zijn likeuren die zich kenmerken door een zeer hoog gehalte suiker.

## Lijst van crèmelikeuren met hun belangrijkste ingrediënt
Volgens de E.U.:
Bevat minimaal 450 gram suiker per liter:
- Crème de cassis (zwarte bessen)

Bevat minimaal 250 gram suiker per liter:
- Crème de bananas (banaan)
- Crème de cacao (wit)
- Crème de cacao (bruin) (smaakt enigszins anders)
- Crème de café (koffie)
- Crème de menthe (groen) (munt, groen gekleurd)
- Crème de menthe (wit) (mint, kleurloos, smaak gelijk)